# Luftwaffenstützpunkt Shamsi
Der Luftwaffenstützpunkt Shamsi ist ein Militärflugplatz in der pakistanischen Provinz Belutschistan. Er befindet sich in 320 km südwestlich von Quetta nahe der Ortschaft Washki.
Im Februar 2009 veröffentlichte die Times Satellitenbilder mit Aufnahmen von mehreren General Atomics MQ-1 am Luftwaffenstützpunkt Shamsi. Laut dem Bericht wurde die Basis für die Drohnenangriffe in Pakistan benutzt.
Von dieser Basis aus startete das US-Militär bzw. die CIA bis Ende 2011 Drohnenangriffe auf al-Qaida und Taliban im pakistanisch-afghanischen Grenzgebiet.
Nach dem Angriff auf den pakistanischen Stützpunkt Salala im November 2011 forderte die pakistanische Regierung die US-Regierung auf, ihre Streitkräfte vom Stützpunkt binnen 15 Tagen abzuziehen. Dies wurde am 11. Dezember 2011 abgeschlossen und der Militärflugplatz den Streitkräften Pakistans übergeben.

## Zwischenfälle
- Am 9. Januar 2002 wurde eine Lockheed KC-130 des United States Marine Corps (Luftfahrzeugkennzeichen Bu 160021) beim Landeanflug auf den Luftwaffenstützpunkt Shamsi (Washki, Pakistan) gegen einen Berghang geflogen. Durch diesen CFIT (Controlled flight into terrain) wurden alle 10 Besatzungsmitglieder getötet. Als Ursache wird eine zu tiefe Flughöhe mit Desorientierung der Piloten angesehen.[4]